# Jackie Robinson
Jack Roosevelt "Jackie" Robinson (31. ledna 1919, Cairo, Georgie, USA – 24. října 1972) byl americký baseballista, první černoch v historii, který hrál nejvyšší americkou baseballovou soutěž MLB (Major League Baseball). V letech 1947–1956 hrál za newyorský klub Brooklyn Dodgers. Stal se bojovníkem proti rasové segregaci v americkém baseballu (černošští hráči byli od roku 1881 systematicky posíláni do tzv. Negro league). Jeho čin měl mimořádný dopad na americkou kulturu, byl však i úspěšným baseballistou – šestkrát hrál tzv. Světovou sérii a roku 1955 pomohl Brooklyn Dodgers k zisku mistrovského titulu. Šestkrát po sobě byl nominován do all-stars MLB (1949–1954). Roku 1962 byl uveden do baseballové síně slávy (National Baseball Hall of Fame). Po skončení kariéry se věnoval televiznímu komentování, sportovnímu manažerství a byznysu – byl spoluzakladatel Freedom National Bank, první ryze černošské finanční instituce.
Ve své první sezóně byl vyhlášen nováčkem MLB.
Byl o něm natočen film s názvem 42.
Jeho číslo 42 je vyřazeno z celé MLB a nikdo ho nesmí nosit.